# Templo da Bona Dea
Templo da Bona Dea (em latim: Aedes Bona Dea Subsaxana) era um templo da Roma Antiga dedicado à deusa Bona Dea e localizado no monte Aventino.

## Localização e história
O templo ficava na região setentrional do Aventino oriental, logo ao sul da extremidade oriental (circular) do Circo Máximo. O local — hoje ocupado pela Basílica de Santa Balbina — na época era conhecido como Saxum e, por isso, o templo era conhecido como "subsaxana".
Aparentemente a antiga deusa romana Bona Dea Fauna foi fundida com a deusa grega Damia, cujo culto provavelmente foi introduzido em Roma depois da conquista de Taranto (272 a.C.) ou pouco depois. Nesta época foi construído o Templo da Bona Dea, que depois foi restaurado por Lívia Drusila, a esposa do imperador Augusto (m. 14 d.C.), e pelo imperador Adriano (r. 117-138). Sabe-se que ele ainda existia no final do século IV, mas acabou sendo demolido depois sem deixar nenhum vestígio.
O culto da Bona Dea (e de Damia) era relacionado à curas e o templo era considerado um centro medicinal, o que era atestado pelas serpentes que se moviam intocadas pelo templo. Ali também ficavam armazenadas ervas medicinais de vários tipos. O culto era exclusivamente feminino e os homens não podiam entrar no templo.